# George Gane
George Gane là một cầu thủ bóng đá người Anh thi đấu ở vị trí hậu vệ.

## Sự nghiệp
Gane thi đấu cho Workington, Bradford City và Airdrieonians.
Đối với Bradford City ông có 35 lần ra sân ở Football League; ông cũng có 4 lần ra sân ở Cúp FA.